# ILegalne.cz
I-legalne.cz, I-legálně.cz, či iLegalne.cz byl hudební server nabízející k poslechu hudbu. Nabízel stahování hudby za paušální poplatek a později nabízel i hudbu nechráněnou pomocí DRM. Jeho poslání vysvětloval jeho slogan „Stahuj hudbu i legálně.“
Služba iLegálně.cz byla spuštěna v listopadu 2006, jejím provozovatelem byla společnost DVC International. Hudba byla distribuována uživatelům ve formátu Microsoft Windows Media, který využíval ochranný mechanismus DRM. Díky tomu byli zákazníci omezeni v možnostech si hudbu zálohovat a kopírovat ji do přenosných zařízení, která navíc musela být kompatibilní s Microsoft PlaysForSure, což v době spuštění serveru nebyly nejlevnější a tedy nejprodávanější WMA/MP3 přehrávače. Další omezení představovala nutnost mít operační systém Windows a přehrávač Windows Media Player alespoň verze 10.
Platba za nakupované skladby byla možná kartou nebo prostřednictvím SMS.
Provoz serveru byl ukončen 2. února 2011. Po ukončení činnosti služby přišla veškerá zakoupená hudba bez náhrady vniveč.